# Бокус, Роберто
Робе́рто Бо́кус (итал. Roberto Bocus; род. 10 декабря 1954, Венеция) — итальянский кёрлингист.
В составе мужской сборной Италии участник чемпионата мира 1978 (заняли седьмое место).
Играл на позиции первого.

## Команды
| Сезон   | Четвёртый       | Третий           | Второй          | Первый        | Турниры           |
| ------- | --------------- | ---------------- | --------------- | ------------- | ----------------- |
| 1977—78 | Леоне Реццадоре | Роберто Дзангара | Франко Кальдара | Roberto Bocus | ЧМ 1978 (7 место) |

(скипы выделены полужирным шрифтом)